# Chūō (Yamanashi)

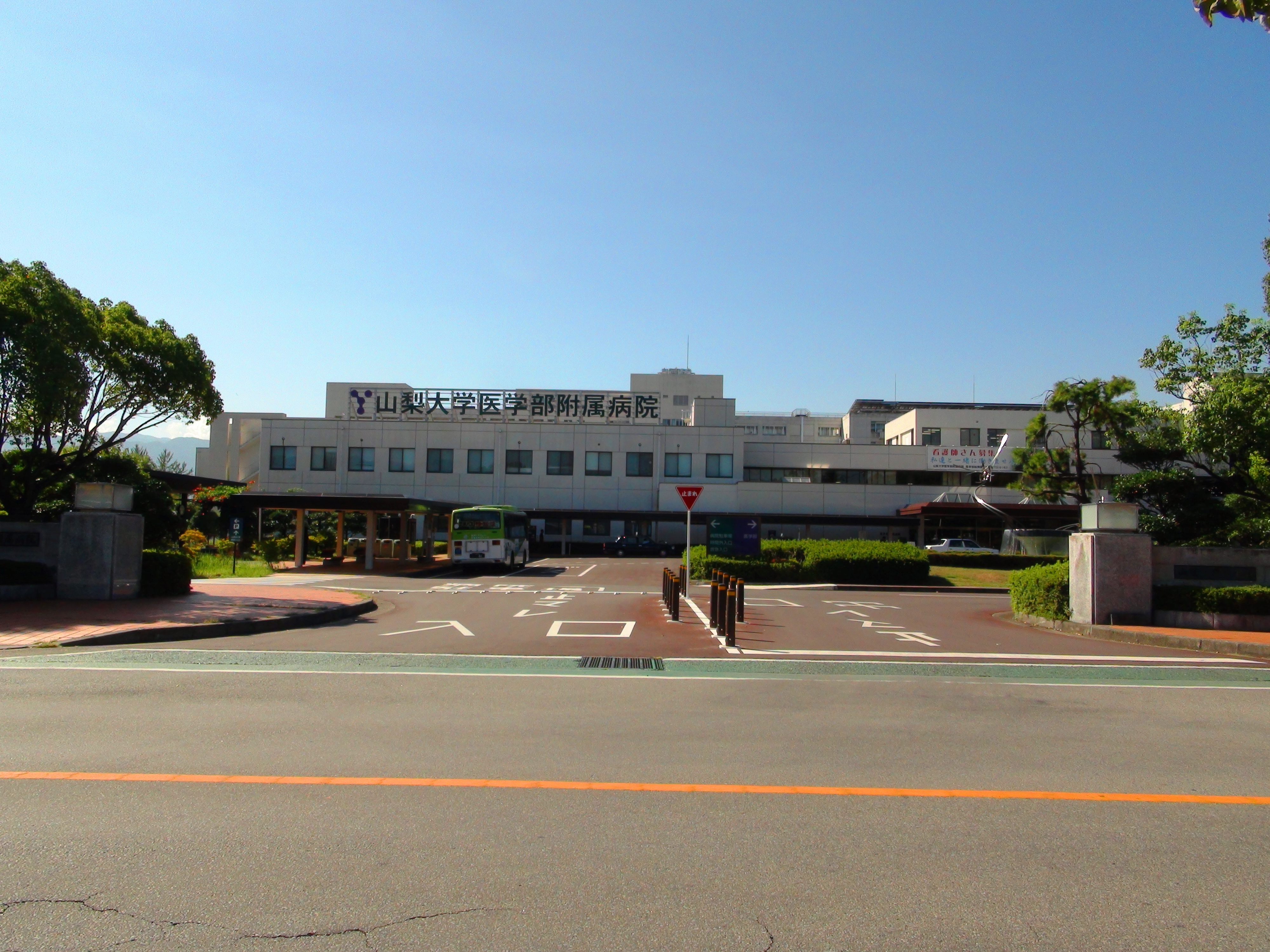
Hospital de la Universidad de Yamanashi.

Chūō (中央市, ちゅうおうし Chūō-shi?) es una ciudad perteneciente a la prefectura de Yamanashi. En el centro de Japón.

## Historia
La ciudad existe desde el año 2006 al ser fusionados los pueblos de Tamaho y Tatomi, del distrito de Nakakoma y la villa de Toyotomi del distrito de Higashiyatsushiro.

## Geografía
Chūō se localiza al sureste de la región de Chūbu en el centro de la prefectura. Está en el centro de la cuenca de Kōfu y en el centro de Honshū, la isla principal de Japón. El significado de 中央市 en japonés es, ciudad central.
La ciudad posee 31,69 km²; una población de 39,596 habitantes (2015) y una densidad de población de 964 hab./km².

### Ríos
- Fuefuki
- Kamanashi
- Asari

### Ciudades colindantes
- Ihikawamisato
- Kōfu
- Minami-arupusu
- Shōwa

## Universidades
En Chūō se encuentra la Facultad de medicina de la Universidad de Yamanashi.